# Vítězná
Vítězná település Csehországban, Trutnovi járásban. Vítězná Pilníkov, Hajnice, Dvůr Králové nad Labem, Chotěvice, Kocbeře, Mostek és Nemojov településekkel határos. Lakosainak száma 1516 fő (2024. január 1.).

## Népesség
A település lakosságának változását az alábbi diagram mutatja:
| Lakosok száma | 4362 | 4367 | 3331 | 1853 | 1461 | 1325 | 1399 | 1444 | 1475 | 1516 |
|               | 1869 | 1890 | 1921 | 1950 | 1980 | 2001 | 2017 | 2019 | 2022 | 2024 |